# Résolution 1338 du Conseil de sécurité des Nations unies
Membres permanents
- Chine
- États-Unis
- France
- Royaume-Uni
- Russie

Membres non permanents
- Bangladesh
- Colombie
- Irlande
- Jamaïque
- Mali
- Maurice
- Norvège
- Singapour
- Tunisie
- Ukraine

Résolution no 1337 Résolution no 1339
La Résolution 1338 du Conseil de sécurité des Nations unies fut adoptée à l'unanimité le 31 janvier 2001. Après avoir réaffirmé toutes les résolutions sur le Timor oriental, en particulier la résolution 1272 (de 1999) et la résolution 1319 (de 2000), le Conseil a décidé de proroger le mandat de l'Administration transitoire des Nations unies au Timor oriental (ATNUTO) pour une année supplémentaire, jusqu'au 31 janvier 2002.
Le Conseil de sécurité a approuvé les mesures prises par l’ATNUTO pour renforcer la participation du peuple du Timor oriental à la gestion de son territoire. Il a encouragé les efforts visant à obtenir l'indépendance du Timor oriental d'ici la fin de l'année 2001 et il a noté qu'une présence internationale sur le territoire était nécessaire après l'indépendance. Plusieurs points problématiques sont abordes comme le grand nombre de réfugiés du Timor oriental installés dans des camps de la province indonésienne des Petites îles de la Sonde orientales (Timor occidental) et les activités des milices dans la région.
En prorogeant le mandat de l'ATNUTO pour une année supplémentaire en tenant compte des ajustements à réaliser, le Conseil a exhorté le Représentant spécial du Secrétaire général à continuer de déléguer les pouvoirs de l'administration transitoire au peuple du Timor oriental et à ce que l'ATNUTO appuie ce processus. Les institutions financières et les fonds et programmes des Nations unies qui promettaient une aide humanitaire ont été invités à honorer leurs engagements, tandis que la communauté internationale a également été appelée à aider à la création des Forces de défense du Timor oriental (FDTO).
La résolution soulignait la nécessité pour l’ATNUTO de répondre aux menaces des milices et de traduire en justice les responsables de crimes graves commis en 1999. Le Gouvernement indonésien a été prié de continuer à améliorer la sécurité du personnel international au Timor conformément à la résolution 1319. Enfin, le Secrétaire général Kofi Annan a été prié de faire un rapport au Conseil avant le 30 avril 2001 sur le mandat de l'ATNUTO et de faire des recommandations  concernant une présence internationale au Timor oriental dans les six mois.